# Sasha Jenson
Pour les articles homonymes, voir Jenson.
Sasha Jenson, né en 1964, est un acteur américain.

## Filmographie
- 1986 : Free Ride  : Boy #1
- 1988 : Ghoulies 2 d'Albert Band : Teddy
- 1988 : Halloween 4 : Brady
- 1989 : Monsters : Matthew
- 1989 : Deadly Weapon : Martin
- 1989 : Teen Angel : Jason
- 1990 : Dream Trap : Alvin Tingsley
- 1990 : Deadly Stranger : Jeff
- 1990 : A Girl to Kill For : Chuck
- 1992 : Buffy, tueuse de vampires : Grueller
- 1993 : Génération rebelle : Don Dawson
- 1995 : Bad Company : Gerald
- 1995 : Dillinger et Capone : Billy
- 1996 : New York Police Blues : Johnny Arcotti
- 1996 : Dead Girl : Short Cop
- 2003 : A Little Crazy : Darryl
- 2011 : The Dopler Effect : Agent